# Beth Sarim

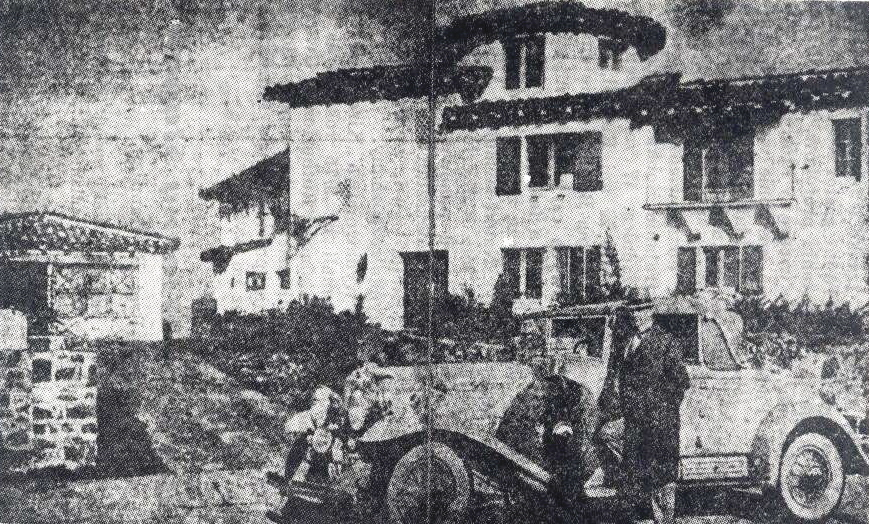
Rutherford frente a Beth Sarim con uno de los lujosos Cadillac Coupe el cual decía que uno de sus amigos le regaló.

Beth Sarim (hebreo Casa de Príncipes בית שרים) es una mansión de diez habitaciones, en estilo colonial español, ubicada en San Diego, California. Fue construida en 1929 como futura residencia para algunos de los Patriarcas y Profetas del Antiguo Testamento, quienes, según  los Testigos de Jehová, resucitarían antes del cercano Armagedón. Ubicada en el número 4440 de la calle Braeburn, San Diego, California, fue usada como residencia de invierno por Joseph Franklin Rutherford, segundo presidente de la Watch Tower Bible and Tract Society of Pennsylvania, principal entidad jurídica que representa al movimiento religioso de los Testigos de Jehová propietaria, y según algunos constructora, de la misma hasta 1948.

## Casa de Príncipes
En el anuario de los Testigos de Jehová de 1975 se informa acerca del motivo y propósito para construir esta mansión:

"Rutherford tuvo un caso grave de pulmonía después de haber sido soltado del aprisionamiento durante 1918-1919... Después de eso solo tenía un pulmón bueno. Se le hacía casi imposible permanecer durante el invierno en Brooklyn, Nueva York, y todavía cumplir con sus deberes de presidente de la Sociedad. En los años veinte fue a San Diego bajo tratamiento médico. El clima allí era excepcionalmente bueno y el médico lo instó a pasar el mayor tiempo posible en San Diego. Eso fue lo que Rutherford hizo al fin.

Con el tiempo, se hizo una contribución directa con el propósito de que se construyera una casa en San Diego que el hermano Rutherford usara. No se construyó a expensas de la Sociedad Watch Tower".

En un número de la revista The Golden Age de la Watch Tower Society, con fecha 19 de marzo de 1930, apareció la primera mención[cita requerida] de la casa Beth Sarim. Allí se dice que Rutherford presentaba problemas de salud, y que él junto a parte del personal de oficina de la Sociedad llevaban algunos años pasando los inviernos en casas alquiladas de San Diego. La revista también indica que tras dos años intentando persuadir a Rutherford de la necesidad de adquirir una casa en San Diego, finalmente se presentaron los medios para construirla sin recurrir a los fondos de la Sociedad. Se especifica que Rutherford aceptó con la condición de que la casa se utilizara para la labor de su movimiento religioso y no como ganancia personal de nadie, y que en el título de propiedad se incluyó entre otras cosas la idea de que la casa pudiera utilizarse para alojar a los personajes bíblicos relevantes que resucitasen en el futuro, poco antes de instaurarse el paraíso terrestre, según las creencias del grupo.
En términos legales, al menos al principio, la propiedad quedó a nombre de J. F. Rutherford.
El libro "Los testigos de Jehová Proclamadores del Reino", editado por la Watchtower, informa: 

"El libro “Salvación”, publicado en 1939, explica:... el propósito de adquirir esa propiedad y edificar esa casa fue el de que hubiera una prueba tangible de que en efecto hay en la tierra quienes firmemente creen en Dios y en Cristo Jesús y en su reino, [y que] también [creen] que los fieles de la antigüedad pronto serán resucitados por el Señor, estarán en la tierra, y tomarán a su cargo los asuntos visibles de ella... En aquel tiempo se creía que hombres fieles de la antigüedad, como Abrahán, José y David, serían resucitados antes del fin de este sistema de cosas y serían “príncipes en toda la tierra”, en cumplimiento de Salmo 45:16. En 1950 se ajustó este punto de vista, cuando estudios más profundos de las Escrituras indicaron que aquellos antepasados terrestres de Jesucristo serán resucitados después del Armagedón”."

La Sociedad Watchtower publicó, en el último libro de Rutherford, en 1942:

"Aquellos hombres fieles de antaño podía esperarse que regresaran de entre los muertos en cualquier  día a partir de entonces. [...] Con esta expectativa la casa en San Diego, California, una casa que ha recibido mucha publicidad con mala intención del enemigo religioso, fue edificada en 1930, y llamada Beth-Sarim, que significa, “Casa de los Príncipes”. Ahora se mantiene en custodia para que la ocupen aquellos príncipes a su vuelta.[...] Es de esperarse que estos fieles hombres de la antigüedad vengan de la tumba de un momento a otro. Las Escrituras dan fundada razón para creer que esto ocurrirá poco antes de que comience el Armagedón. En espera de este acontecimiento, en San Diego, California (U.S.A.) se construyó una casa en el año 1939, y se le dio el nombre de ‘Beth-Sarim’, que significa ‘Casa de los Príncipes’. [...] Actualmente el título de esta casa está en fideicomiso para que la ocupen los príncipes cuando regresen. esos hombres fieles pueden ser esperados de regreso en cualquier día. Las Escrituras dan buenas razones para creer que esto debe acontecer en breve, poco antes de que comience el Armagedón [...] Como la expectativa de la casa en San Diego, California, recibió mucha publicidad por la acción maliciosa del enemigo, la cual se terminó de construir en 1930, y fue llamada "Beth-Sarim" que significa 'Casa de los Príncipes' está ahora resguardada con la escritura de propiedad para su ocupación por esos príncipes cuando regresen".

En efecto, ya en 1920 se consignaba esta creencia en el libro "Millones que ahora viven no morirán jamás", también editado por la Watchtower, aunque aún sin conexión alguna con la futura mansión de San Diego:

"Por lo tanto podemos esperar confiadamente que el año 1925 marque el retorno de Abrahán, Isaac, Jacob, y los fieles profetas de la antigüedad, particularmente aquellos mencionados por el Apóstol en Hebreos capítulo once, a la condición de la perfección humana".

Cuando la casa se construyó en 1929, ya no se daba una fecha específica para esa resurrección, pero aún se conservaba la creencia. Esta idea fue objeto de burlas de las que en el año 1937 la revista Watchtower (la Atalaya) se hizo eco: 

"La prensa se ha burlado de Beth-Sarim, pero, ésos fieles hombres antiguos estarán de regreso sobre la tierra antes que el Armagedón termine".

## Uso particular

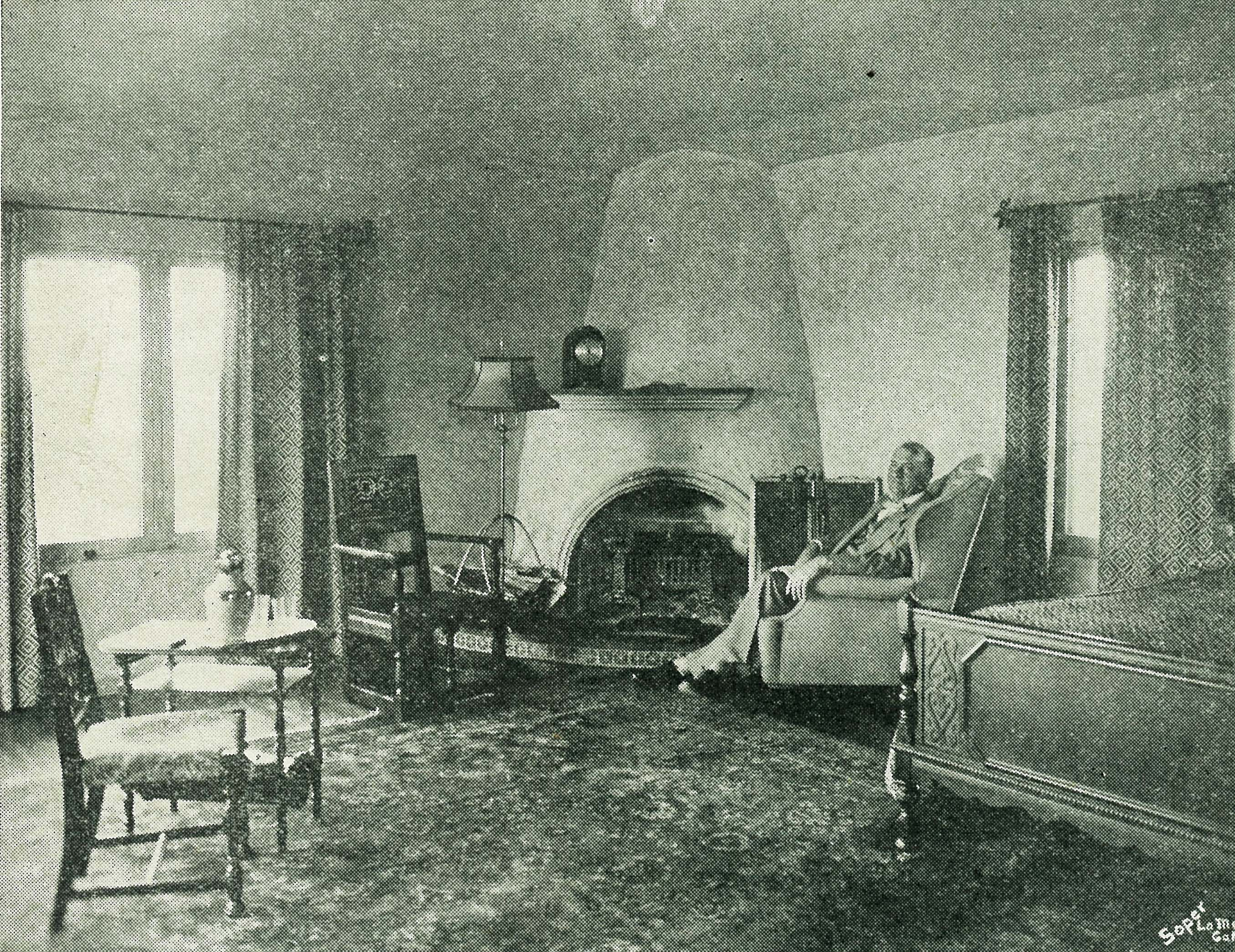
Interior de Beth Sarim.

A pesar de lo anterior, como ya se ha mencionado, en la práctica la mansión de san Diego fue construida para que Joseph Rutherford tuviera un lugar de trabajo en vista de su salud. Efectivamente Rutherford, junto con otros trabajadores de la Watch Tower, ocupó Beth Sarim desde 1930 hasta noviembre de 1941, al principio principalmente como residencia de invierno, pero desde 1941 Rutherford se trasladó definitivamente para ser atendido por un cáncer de colon muy avanzado, hasta su muerte el jueves 8 de enero de 1942. En 1939 la Sociedad Watchtower informaba:

"El título de la propiedad de Beth-Sarim está a nombre de la Watch Tower Bible & Tract Society como depositaria, para ser usada por el presidente de la Sociedad y sus asistentes por lo pronto, pero después estará para siempre a disposición de los mencionados príncipes de la tierra. Ciertamente que entonces todas las cosas de la tierra pertenecerán al Señor, ni el Señor ni los príncipes necesitan que otros les edifiquen casas; pero le pareció bien y agradable a Dios que la mencionada casa fuera construida como testimonio al nombre de Jehová y en muestra de su fe en sus anunciados propósitos. [...] Cuando los príncipes vuelvan algunos de ellos ocuparan la propiedad, eso será una confirmación de la fe y esperanza que indujeron la construcción de Beth-Sarim."

## Costo
El costo de la casa fue evaluado oficialmente por la Watchtower en 1930 en $25.000 USD. afirmando que habría sido una donación particular anónima de un benefactor privado muy adinerado. 
Periódicos de la época, citados por organizaciones religiosas contrarias a los Testigos de Jehová y exmiembros disidentes, informan del supuesto estilo de vida lujoso de Rutherford en San Diego, que incluía esta mansión y un Cadillac Coupe “Fisher Fleetwood” de 16 cilindros avaluado entre unos 5400 y 9200 USD. La mansión fue mencionada también por Olin Moyle R., exasesor legal de la Watchtower, en una carta dirigida a Rutherford en 1939, como uno de los ejemplos de "la diferencia entre las habitaciones equipadas para usted, y sus asistentes personales, en comparación con los proporcionados a algunos de sus hermanos".
En 1937 Walter F. Salter, disidente y ex superintendente de la rama canadiense de la Sociedad Watchtower, criticó el uso de Rutherford de Beth Sarim, así como el uso de automóviles de lujo, y afirmó que el costo de construcción fue de $ 75.000 USD.

"Estando usted como responsable, nosotros deberíamos ser sumisos a lo que usted solicitara que fuera hecho, creyendo totalmente que yo no tenía ninguna responsabilidad en este asunto, y que todo lo errado que usted hiciera, o que yo hiciera bajo sus órdenes, el Señor lo anularía. Fue con este pensamiento en mente que yo, bajo sus órdenes, compraba cajas de Whisky a 60 dólares cada una, y cajas de Brandy y otros licores, y esto sin considerar las incontables cajas de cerveza. Una o dos botellas de licor no eran suficientes, pues eran para el PRESIDENTE, y nada era demasiado bueno para el PRESIDENTE... El desperdicio de dinero de la Sociedad con licor era apenas una de las cosas que me causaban espanto; había otras cosas. Yo no podía dejar de notar el contraste entre tantos precursores y el lujo con el cual usted se rodeó, así como la comodidad que yo disfrutaba, y, entre estos lujos, no puedo frenarme a mencionar los siguientes: No uno, sino dos automóviles de 16 cilindros, uno en California, y el otro en Nueva York. Uno solo no era suficiente para EL PRESIDENTE, ni un carro de 6 cilindros sería lo bastante grande para EL PRESIDENTE, ya que uno de 4 cilindros sería para un precursor, o una bicicleta, o caminar sin ningún vehículo. Su departamento en Nueva York, rindiendo fácilmente 10 mil dólares al año. Y sus muebles lujosos. Su residencia palaciega en Staten Island, camuflada como esencial para la estación de radio WBBR. Como si aquella residencia no fuera suficiente, un lugar de retiro adicional en el bosque de Staten Island, para que usted pueda descansar su cuerpo cansado, mientras los precursores y otros van de puerta en puerta. Su residencia adicional en San Diego, de la cual usted mismo me dijo que habían sido ofrecidos 75 mil dólares, pero claro, no podría ser vendida y los fondos usados para ayudar a los precursores porque fue otorgada a David... ¡cuánta hipocresía! Cómodos y caros aposentos en Magdeburg, Alemania, para la comodidad del PRESIDENTE, y esto sin hablar de las provisiones hechas para su comodidad en Londres".

La respuesta de la Watchtower a las denuncias de Salter se publicó en el 2 de mayo de 1937 en la revista "The Golden Age" (actualmente llamada "Despertad") con una copia de una carta del Secretario-Tesorero de la Sociedad Watchtower, William E. Van Amburgh, diciendo:

"'Ni un centavo de los fondos de la Watch Tower Bible and Tract Society entró en la construcción de la casa en San Diego, donde el Juez Rutherford hace su trabajo de invierno. Fue el regalo de amigos. Yo no sabía de la existencia de la casa hasta que leí de ella en The Golden Age. Ni un centavo de los fondos de la Watch Tower Bible and Tract Society entró en uno de los coches Cadillac utilizados por Rutherford en San Diego y Brooklyn. Eran el regalo de amigos'. Aún siendo una donación particular a su persona Rutherford pasó la propiedad a nombre de la Watchtower para que fuera usada tras su muerte como se estimase necesario".

También, el 16 de abril de 1937, Thomas Sullivan, antiguo miembro del consejo de administración de la Watchtower, envía una carta a Rutherford desmintiendo cada una de las acusaciones de Salter:

"La referencia a sus casas u oficinas en Columbia Heights, Staten Island, California, y en otros lugares, como residencias palaciegas con muebles de lujo, etcétera, es una falsedad deliberada, y él sabe que es así [Salter]. Él sabe que el mobiliario de los tres lugares son prácticos muebles de oficina destinada a la promoción de la obra del Señor. Que podría ser mucho más cómodo sin restar en lo más mínimo la eficiencia de la obra del Señor".

## Entierro de J. F. Rutherford
Posteriormente Rutherford, solicitó en su testamento ser sepultado en Beth Sarim, pero no le fue concedido el permiso por parte de las autoridades locales. Mientras tanto la Sociedad inició las obras de construcción de una cripta para Rutherford en los sótanos de Beth Sarim poco antes de su muerte. Esta cripta nunca llegó a ser usada y la casa fue vendida el año 1947.  El abogado de la Watchtower, Hayden C. Covington, colaborador de Rutherford, explicó su papel en el proceso judicial para conseguir los permisos correspondientes:

"Presenté una demanda en los tribunales de San Diego para forzar a que nos dejaran enterrarlo ahí en esa propiedad. El Juez Mundo, que era el juez del Tribunal Superior, lo escuchó y pasó la pelota, saltando de un lado a otro, de un técnicismo a otro y, finalmente, después de ver el asunto en forma razonable, Bill, Bonnie, Nathan y todos nosotros decidimos que habíamos luchado lo suficiente sobre esto y parecía que la voluntad del Señor era que tomáramos su cuerpo de vuelta a Brooklyn y lo enterrásemos en Staten Island, que fue lo que hicimos."

Los detractores de la Watchtower han especulado por años que Rutherford fue enterrado ilegal y secretamente en Beth Sarim. Sin embargo, a pesar de que los Testigos de Jehová reunieron más de 14.000 firmas para pedir en favor de la última voluntad de Rutherford, esto finalmente no se logró legalmente. Tanto la versión oficial de la Watchtower, así como una nota en la revista Time de mayo de 1949 informan que Rutherford fue sepultado en Rossville, Nueva York, en Staten Island, en un lote hoy desconocido, en el cementerio privado de la Watchtower.